# مونتيو (أين)
مونتيو (بالفرنسية: Monthieux)‏ هي بلدية فرنسية تقع في إقليم الأين في فرنسا. رمز إنسي لها هو:1261. أما الرمز البريدي لها فهو: 1390.